# Чайковський Богдан Михайлович
Богдан Михайлович Чайковський (Чайківський) (26 квітня 1931, село Мшана, тепер Тернопільського району Тернопільської області — 21 липня 2004, місто Тернопіль Тернопільської області) — український радянський діяч, новатор виробництва, слюсар Тернопільського машинобудівного заводу Тернопільської області. Депутат Верховної Ради УРСР 6-го скликання.

## Біографія
Народився у селянській родині. Батька, Михайла Чайківського, який працював головою земельної комісії у селі Мшана та організовував колгосп, стратили бійці УПА.
З 1947 року Богдан Чайковський служив у т.зв. комсомольській «винищувальній групі» (істрибків), працював у колгоспі. Потім служив у Радянській армії.
З 1955 року — слюсар Тернопільського машинобудівного заводу Тернопільської області. Передовик виробництва, раціоналізатор.
Член КПРС.
Потім — на пенсії у місті Тернополі.

## Нагороди
- медалі
- значок «Відмінник соціалістичного змагання УРСР»